# Спроба військового перевороту в Бурунді (2015)
Спроба військового перевороту в Бурунді — дії військових, які вважали намір П'єра Нкурунзіза балотуватися в президенти втретє антиконституційними.

## Передумови
П'єр Нкурунзіза займає посаду президента з 2005. Про свій намір балотуватися на третій термін він заявив 26 квітня 2015. У країні негайно почалися акції протесту, поліція застосувала зброю. Загинули 10 людей, близько ста отримали поранення. 5 травня конституційний суд Бурунді підтвердив право президента висувати свою кандидатуру.

## Хід подій
У ніч з 13 на 14 травня 2015 невідомі люди в поліцейській формі захопили дві приватні радіостанції та телеканал і передали звернення від імені генерала Нійомбаре, в якому заявлялося про відсторонення президента Нкурунзіза від влади за порушення конституції шляхом участі у чергових президентських виборах.
Протягом 14 травня періодично чулася стрілянина навколо штаб-квартири Національного радіо і телебачення. Президент П'єр Нкурунзіза, що брав участь з 13 травня на саміті Східноафриканської спільноти в Танзанії, вилетів у Бурунді, проте, за неофіційними даними, поки залишається в найбільшому танзанійському порту Дар-ес-Салам, через те, що повсталі солдати взяли під контроль аеропорт в Бужумбурі. На президентському сайті з'явився заклик Нкурунзіза до громадян «зберігати спокій».
15 травня бурундійські військовослужбовці заарештували генерала Годфруа Нійомбаре, який спробував повалити президента країни П'єра Нкурунзіза, а ранніше також були заарештовані три генерала-заколотника.